# Навсегда (фильм, 1992)
«Навсегда» (англ. Forever, также известен под названием «Forever: A Ghost of a Love Story») — триллер и фильм ужасов 1992 года режиссёра Томаса Палмера младшего, ставший его дебютным полнометражным фильмом.

## Сюжет
Фильм начинается с краткой сцены на фоне частного дома в 1922 году и там раздаётся выстрел, которым был убит Уильям Десмонд Тейлор — знаменитый постановщик эпохи немого кино.
Спустя 70 лет, в 1992 году, мимо этого же дома в дождливую погоду проезжает кинорежиссёр и его машину заносит, после чего двигатель глохнет практически у самой ограды дома. Мужчина выходит, чтобы осмотреть машину и видит на балконе дома призывно машущую ему молодую женщину. Он заходит в дом, чтобы воспользоваться телефоном, но не находит хозяев: входная дверь открыта, в жилых помещениях включен свет, горит огонь в камине и свечи, и на его зов никто не откликается... Услышав неясные звуки, он поднимается в комнату второго этажа, на балконе которой он с улицы видел женщину, но там также нет никого.
Позвонив по телефону, режиссёр замечает старую кинокамеру и несколько старых катушек фильма, которые он ставит в проектор, и его посещают призраки актёров и актрис этого фильма. Задремав в тепле, он просыпается лишь утром и вместо старинного интерьера и жилой обстановки дома, встреченной им накануне, он видит голые стены, отсутствие мебели. Почти сразу в дом заходит агент по недвижимости, который склонен верить необычному рассказу об этом жилье, и режиссёр сообщает, что намерен арендовать помещения на несколько месяцев для использования в съёмках, а заодно и попробовать разобраться, что с тем домом необычного.

## Актёрский состав
| Актёр                 | Роль                  |
| --------------------- | --------------------- |
| Шон Янг               | Мэри Милс Минтер      |
| Кейт Коган            | Тед Диксон            |
| Салли Кёркленд        | Анджелика             |
| Дайан Ладд            | Мэйбл Номэнд          |
| Стив Рэйлсбэк         | Уильям Десмонд Тейлор |
| Теренс Нокс           | Уоллес Рейд           |
| Грегори Скотт Камминс | Руперт Симмс          |
| Ян Сандерсон          | Альфонсе Феттучини    |